# Forstertyna marplesi
Forstertyna marplesi är en spindelart som först beskrevs av Forster 1970.  Forstertyna marplesi ingår i släktet Forstertyna och familjen Nicodamidae. Inga underarter finns listade i Catalogue of Life.